# Dunkirk (Town)
Die Town of Dunkirk ist eine von 34 Towns im Dane County im US-amerikanischen Bundesstaat Wisconsin. Im Jahr 2010 hatte die Town of Dunkirk 1945 Einwohner.
Town hat in Wisconsin eine grundlegend andere Bedeutung als im übrigen englischsprachigen Bereich. Vielmehr entspricht sie den in den anderen US-Bundesstaaten üblichen Townships, die nach dem County die nächstkleinere Verwaltungseinheit bilden.
Das Gebiet der Town of Dunkirk ist Bestandteil der Metropolregion Madison.

## Geografie
Die Town of Dunkirk liegt im Süden Wisconsins, im südöstlichen Vorortbereich der Hauptstadt Madison. Die Town of Dunkirk wird vom Yahara River durchflossen, einem Nebenfluss des im Nachbarstaat Illinois in den Mississippi mündenden Rock River. Der am Mississippi gelegene Schnittpunkt der drei Bundesstaaten Wisconsin, Iowa und Minnesota liegt rund 215 km westnordwestlich; nach Illinois sind es rund 50 km in südlicher Richtung.
Die Koordinaten des geografischen Zentrums der Town of Dunkirk sind 42°52′53″ nördlicher Breite und 89°11′24″ westlicher Länge. Sie erstreckt sich über eine Fläche von 83,7 km², die sich auf 82,6 km² Land- und 1,1 km² Wasserfläche verteilen. 
Die Town of Dunkirk liegt im Südosten des Dane County und grenzt an folgende Nachbartowns und selbständige Gemeinden: 
| City of Stoughton           | Town of Pleasant Springs                    | Town of Christiana           |
| Town of Rutland             | Kompassrose, die auf Nachbargemeinden zeigt | Town of Albion               |
| Town of Union (Rock County) | Town of Porter (Rock County)                | Town of Fulton (Rock County) |

## Verkehr
Der U.S. Highway 51 verläuft von West nach Ost durch den Norden der Town of Dunkirk. Durch den Westen der Town führt der Wisconsin State Highway 138. Daneben führen noch die County Highways A, B und N durch die Town. Alle weiteren Straßen sind untergeordnete Landstraßen sowie teils unbefestigte Fahrwege.
Von Nordwest nach Südost verläuft durch die Town eine Eisenbahnstrecke der Wisconsin and Southern Railroad (WSOR), einer regionalen (Class II) Frachtverkehrsgesellschaft. Der einzige Personenzug der Region ist der von Chicago zur Westküste verkehrende Empire Builder von Amtrak, der in Madison hält.
Der nächste Flughafen ist der Dane County Regional Airport in Wisconsins Hauptstadt Madison (rund 35 km nördlich).

## Bevölkerung
Nach der Volkszählung im Jahr 2010 lebten in der Town of Dunkirk 1945 Menschen in 785 Haushalten. Die Bevölkerungsdichte betrug 23,5 Einwohner pro Quadratkilometer. In den 785 Haushalten lebten statistisch je 2,48 Personen. 
Ethnisch betrachtet setzte sich die Bevölkerung zusammen aus 97,2 Prozent Weißen, 0,5 Prozent Afroamerikanern, 0,1 Prozent amerikanischen Ureinwohnern, 1,0 Prozent Asiaten sowie 0,3 Prozent aus anderen ethnischen Gruppen; 1,0 Prozent stammten von zwei oder mehr Ethnien ab. Unabhängig von der ethnischen Zugehörigkeit waren 1,1 Prozent der Bevölkerung spanischer oder lateinamerikanischer Abstammung. 
21,3 Prozent der Bevölkerung waren unter 18 Jahre alt, 64,7 Prozent waren zwischen 18 und 64 und 14,0 Prozent waren 65 Jahre oder älter. 49,0 Prozent der Bevölkerung war weiblich.
Das mittlere jährliche Einkommen eines Haushalts lag bei 67.097 USD. Das Pro-Kopf-Einkommen betrug 29.865 USD. 12,0 Prozent der Einwohner lebten unterhalb der Armutsgrenze.

## Ortschaften in der Town of Dunkirk
Neben Streubesiedlung existieren in der Town of Dunkirk noch folgende gemeindefreie Siedlungen:
- Dunkirk
- Hanerville